# آشپرخانه مست من
آشپزخانه ی مست من (به انگلیسی: My Drunk Kitchen) نام یک برنامه ی آشپزی و کمدی کوتاه است که بر روی یوتیوب پخش می‌شود. برنامه توسط هانا "هارتو" هارت دختر سانفرانسیسکویی ۲۵ ساله‌ای که به نیویورک منتقل شده‌است ساخته شده که به همراه مصرف مقادیر نسبتاً زیادی از الکل سعی در پخت غذاهای مختلفی می‌کند.
از ویژگی‌های بارزی که این سریال را بسیار محبوب کرده‌است می‌توان به نمایش فعالیت‌های پیرامون آشپزی، استفاده ی زیاد نوشیدنی‌های الکلی، شوخی‌های مستانه، تکیه کلام‌ها و تدوین منحصر به فرد آن اشاره کرد.
آشپزخانه ی مست من اولین بار در ۱۶ مارس ۲۰۱۱ در کانال شخصی هارت قرار گرفت. این کانال تاکنون به بیش از ۳۲۶٬۰۰۰ مشترک و جمعاً بیش از ۳۱ میلیون بیننده دست یافت.

## فصل اول
| # | اسم                       | دستور پخت       | زمان انتشار     | ارجاع           |
| --- | ------------------------- | --------------- | --------------- | --------------- |
| ۰۱ | «چیزتون رو کره مالی کنید» | پنیر کبابی      | ۱۶ مارس ۲۰۱۱    | ویدئو در یوتیوب |
| هارت در تلاش است تا در حین نوشیدن شراب قرمزی که از آشپزخانه ی خواهرش کش رفته است، ساندویچ پنیر کبابی درست کند.                                 |                           |                 |                 |                 |
| ۰۲ | «بزار ماکارونی درست کنیم» | ماکارونی و پنیر | ۲۷ مارس ۲۰۱۱    | ویدئو در یوتیوب |
| حین گذراندن تعطیلات در لندن، هارت تصمیم می‌گیرد تا ماکارونی و پنیر درست کند و در زمان اشپزی از خود با شراب سفید و آبجو پذیرایی می‌کند.           |                           |                 |                 |                 |
| ۰۳ | «املت بزن»                | املت            | ۱۱ آوریل ۲۰۱۱   | ویدئو در یوتیوب |
| هارت چیزهایی را با هم مخلوط می‌کند و غذایی می پزد که به ادعای خود او املت است.                                                                  |                           |                 |                 |                 |
| ۰۴ | «در فر پختن آسون نیست»    | کلوچه           | ۲۸ آوریل ۲۰۱۱   | ویدئو در یوتیوب |
| هارت در تلاش است تا کلوچه بپزد و متوجه می‌شود در این کار خوب نیست.                                                                              |                           |                 |                 |                 |
| ۰۵ | «برادران له شده»          | کوفته قلقلی     | ۱۲ مه ۲۰۱۱      | ویدئو در یوتیوب |
| هارت در حالی که شبیه به ماریو لباس پوشیده و آبجو می نوشد، سعی می‌کند تا کوفته قلقلی بپزد.                                                       |                           |                 |                 |                 |
| ۰۶ | «برانچ؟»                  | پنکیک           | ۱۹ مه ۲۰۱۱      | ویدئو در یوتیوب |
| هارت برای برانچ خود پنکیک می پزد و نشان می دهد که یک میموسای خوب چگونه آماده می‌شود.                                                            |                           |                 |                 |                 |
| ۰۷ | «تاکو»                    | تاکو            | ۲ ژوئن ۲۰۱۱     | ویدئو در یوتیوب |
| هارت در زمانی که نوشیدنی مارگاریتا می نوشد غذای مکزیکی می پزد.                                                                                 |                           |                 |                 |                 |
| ۰۸ | «بستی؟ یه روزی ...»       | بستنی           | ۱۶ ژوئن ۲۰۱۱    | ویدئو در یوتیوب |
| هارت در تلاش است تا بستنی خانگی خود را با نوشیدن رزه درست کند.                                                                                 |                           |                 |                 |                 |
| ۰۹ | «لاتکس!»                  | لاتکس           | ۱۸ آگوست ۲۰۱۱   | ویدئو در یوتیوب |
| هارت با ودکا و سیب زمینی روس می‌شود و فراموش می‌کند که در حال ضبط است.                                                                           |                           |                 |                 |                 |
| ۱۰ | «پوتین»                   | پوتین           | ۲۰ سپتامبر ۲۰۱۱ | ویدئو در یوتیوب |
| هارت با نوشیدن سیزر و پختن پوتین در تورنتو، تورنتویی می‌شود.                                                                                    |                           |                 |                 |                 |
| ۱۱ | «دست آب نباتی»            | (هیچ چیز)       | ۲۷ اکتبر ۲۰۱۱   | ویدئو در یوتیوب |
| هارت که لباس هالووین پوشیده با یک ظرف پر از آبنبات که موضوع بحث‌های اوست حرف می زند. این اولین قسمت از سریال است که هارت در آن چیزی طبخ نمی‌کند. |                           |                 |                 |                 |
| ۱۲ | «پیتزا»                   | پیتزا           | ۶ دسامبر ۲۰۱۱   | ویدئو در یوتیوب |
| هارت موفق می‌شود با خمیری که از مغازه خریده است پیتزا درست کند.                                                                                 |                           |                 |                 |                 |

## فصل دوم
از ویژگی بارز این فصل نسبت به فصل قبل، ضبط آن با کیفیت اچ دی می‌باشد.
| # | اسم                  | دستور پخت                      | زمان انتشار     | ارجاع           |
| --- | -------------------- | ------------------------------ | --------------- | --------------- |
| ۰۱ | «پای گوشت»           | پای گوشت                       | ۱۷ ژانویه ۲۰۱۲  | ویدئو در یوتیوب |
| تحت تأثیر برنامه تاپ شف، هانا پای گوشت بوقلمون می پزد.                                                                                                   |                      |                                |                 |                 |
| ۰۲ | «کیک پنیر خام گیاهی» | کیک پنیر گیاهی                 | ۳۱ ژانویه ۲۰۱۲  | ویدئو در یوتیوب |
| هانا دوستان گیاه خوار خود و هیلم ران را به آشپزخانه ی خود دعوت می‌کند تا با هم کیک پنیر درست کنند.                                                        |                      |                                |                 |                 |
| ۰۳ | «غذاهای آماده»       | غذاهای آماده                   | ۸ مارس ۲۰۱۲     | ویدئو در یوتیوب |
| هانا مهمانی کوچکی در حیاط پشتی خانه خود ترتیب داده است و غذای آماده و آبجو سرو می‌کند.                                                                    |                      |                                |                 |                 |
| ۰۴ | «کیسیدئا (بخش ۱)»    | کیسیدئا                        | ۲۰ آوریل ۲۰۱۲   | ویدئو در یوتیوب |
| هانا در تلاش است تا بعد از نوشیدن تکیلا و ساکی کیسیدئا با تورتیلای کم کربوهیدراته درست کند.                                                              |                      |                                |                 |                 |
| ۰۵ | «کیسیدئا (بخش ۲)»    | کیسیدئا                        | ۲۵ آوریل ۲۰۱۲   | ویدئو در یوتیوب |
| هانا پخت کیسیدئای خود را ادامه می دهد اما این بار با ذرت آبی تورتیلای برنج قهوه ای.                                                                      |                      |                                |                 |                 |
| ۰۶ | «سالاد ماکارونی»     | سالاد ماکارونی                 | ۱۷ مه ۲۰۱۲      | ویدئو در یوتیوب |
| هانا به کمک مهمنا برنامه اش دیلی گریس، مقداری سالاد ماکارونی درست می‌کنند.                                                                                |                      |                                |                 |                 |
| ۰۷ | «مرغ مست من»         | مرغ الکلی                      | ۳۱ مه ۲۰۱۲      | ویدئو در یوتیوب |
| هانا در تلاش است تا مرغ شکم پر با شمکی پر از آبجو درست کند.                                                                                              |                      |                                |                 |                 |
| ۰۸ | «فو»                 | توفو                           | ۱۵ ژوئن ۲۰۱۲    | ویدئو در یوتیوب |
| هانا با زیر پا گذاشتن تمام دستورهای غذایی اصلی، غذای سنتی ویتنامی درست می‌کند.                                                                            |                      |                                |                 |                 |
| ۹ | «حلقه ی پیاز»        | حلقه ی پیاز                    | ۱۹ ژوئیه ۲۰۱۲   | ویدئو در یوتیوب |
| هانا یک سری حلقه پیاز برای سرخ کردن آماده می‌کند اما آنچه که آخر سر با آن می رسد عبارت اند از تکه‌ای پیاز فوق سرخ شده، کلوچه و مقداری لازانیا!             |                      |                                |                 |                 |
| ۱۰ | «کاری شفرد»          | ترکیبی از خورش کاری و پای شفرد | ۲ آگوست ۲۰۱۲    | ویدئو در یوتیوب |
| هانا با ترکیب دو غذای مختلف یک غذای جدید می سازد که ترکیبی از فرهنگ‌های هندی، ایرلندی، انگلیسی و آریزونایی است. البته در این میان ویسکی هم فراموش نمی‌شود. |                      |                                |                 |                 |
| ۱۱ | «تست»                | تست                            | ۱۶ آگوست ۲۰۱۲   | ویدئو در یوتیوب |
| هانا نان‌های تست را همراه با کره، مربا، تاکو، لوبیا و شامپاین آماده می‌کند.                                                                                |                      |                                |                 |                 |
| ۱۲ | «ناچو!»              | ناچو                           | ۲۷ سپتامبر ۲۰۱۲ | ویدئو در یوتیوب |
| هانا در آشپزخانه ی خود بعد از نوشیدن تکیلا،یک پیش غذای معروف و پرطرفدار مکزیکی به نام ناچو درست می‌کند.                                                   |                      |                                |                 |                 |

## ویژه برنامه‌ها
| # | اسم                                             | دستور پخت        | زمان انتشار     | ارجاع           |
| --- | ----------------------------------------------- | ---------------- | --------------- | --------------- |
| ویژه | «چهارم ژوئیه»                                   | پای سیب          | =۴ ژوئیه ۲۰۱۱   | ویدئو در یوتیوب |
| طی یک عملیات وطن پرستانه هانا خود را خسته ی درست کردن پای سیب می‌کند. |                                                 |                  |                 |                 |
| ویژه | «غذای ۵۲!»                                      | کوکتیل           | ۱۸ آگوست ۲۰۱۱   |                 |
| در این قسمت هانا کوکتیل با پایه‌های هندوانه و جین می‌کند. |                                                 |                  |                 |                 |
| ویژه | «مرد سوزان»                                     | خورشت ساج        | ۳ نوامبر ۲۰۱۱   | ویدئو در یوتیوب |
| با سپری کردن یک هفته در جشنواره ی مرد سوزان، هانا غذای هندی و موهیتو درست می‌کند. |                                                 |                  |                 |                 |
| ویژه | «برنامه ی مخصوص و استادانه ی عید شکرگزاری ۲۰۱۱» | (هیچ چیز)        | ۲۴ نوامبر ۲۰۱۱  | ویدئو در یوتیوب |
| فیلم کوتاهی از یک گربه که یک سگ بوستون تریر را تمیز می‌کند و انتشار فیلم‌هایی از دوستان و خانواده ی هانا. در این قسمت نیز غذایی طبخ نمی‌شود.                                                              |                                                 |                  |                 |                 |
| ویژه | «عید: نان زنجبیلی؟»                             | خانه ی زنجبیلی   | ۲۱ دسامبر ۲۰۱۱  | ویدئو در یوتیوب |
| هانا سعی در درست کردن خانه ی زنجبیلی می‌کند ولی آنچه که نهایتاً به دست می‌آید یک صومعه ی زنجبیلی است. |                                                 |                  |                 |                 |
| ویژه | «عید: سوفله ی شوکولاتی»                         | سوفله ی شوکولاتی | ۱۷ فوریه ۲۰۱۲   | ویدئو در یوتیوب |
| در ویژیه برامه‌ای برای روز ولنتاین هانا تنها بودن در عید را تجربه می‌کند. در ابتدا هانا تصمیم به درست کردن سوفله ی شوکولات می‌گیرد ولی در آخر به تکه‌های پرتقال که در شوکولات خوابیده شده اند بسنده می‌کند. |                                                 |                  |                 |                 |
| ویژه | «دوباره پنیر کبابی»                             | پنیر کبابی       | ۱۵ مارس ۲۰۱۲    | ویدئو در یوتیوب |
| هانا به همراه دوستش شان داوسون روز سنت پاتریک را به همراه نوشیدنی کوبا لیبره و ساندویچ پنیر کبابی جشن می‌گیرند.                                                                                         |                                                 |                  |                 |                 |
| ویژه | «اشترودل آمریکایی (بخش‌های ۱ و ۲)»               | اشترودل          | ۲۸ آگوست ۲۰۱۲   | ویدئو در یوتیوب |
| به رغم استفاده نوع سیب اشتباه، لوله نکردن خمیر و فراموش کردن تقریباً نصف مواد اولیه اشترودلی عجیب خوشمزه درست می‌کند.                                                                                    |                                                 |                  |                 |                 |
| ویژه | «فیلم صامت!»                                    | (هیچ چیز)        | ۶ سپتامبر ۲۰۱۲  | ویدئو در یوتیوب |
| هانا این بار با کلاهی که در حیاط خانه ی خود پیدا کرده، ادای بازیگران فیلم‌های سیاه و سفید و صامت را در می‌آورد. این قسمت سومین قسمتی است که هانا در آن آشپزی نمی‌کند.                                     |                                                 |                  |                 |                 |
| ویژه | «کیک تولد»                                      | کیک              | ۱۳ سپتامبر ۲۰۱۲ | ویدئو در یوتیوب |
| هانا بار دیگر به همراهی دو دوست خود جینا ماربلز و دیلی گریس جمع می‌شودن و برای خودشان تولد کیک می پزند.                                                                                                 |                                                 |                  |                 |                 |

## اتصال به بیرون
صفحه ی رسمی بایگانی‌شده  در ۱۱ سپتامبر ۲۰۱۲ توسط Wayback Machine